# Sojuz TMA-18M
Sojuz TMA-18M je ruská kosmická loď řady Sojuz. 2. září 2015 odstartovala jako 500. orbitální let z kosmodromu Bajkonur k Mezinárodní vesmírné stanici (ISS), kam dopravila Sergeje Volkova z Expedice 45, Andrease Mogensena, dánského kosmonauta Andrease Mogensena Evropské kosmické agentury a Kazacha Ajdyna Aimbetova. Poslední dva se 12. září vrátili na Zem v Sojuzu TMA-16M. Sojuz TMA-18M zůstala u ISS jako záchranná loď až do března 2016, kdy se s ní vrátili na Zem Volkov, Michail Kornijenko a Scott Kelly, poslední dva po ročním pobytu na ISS.

## Posádka

### Start
Hlavní posádka:
- Sergej Volkov (3), velitel, Roskosmos (CPK)
- Andreas Mogensen (1), palubní inženýr 1, ESA
- Ajdyn Aimbetov (1), palubní inženýr 2, Kazkosmos

V závorkách je uveden dosavadní počet letů do vesmíru včetně této mise.
Záložní posádka:
- Oleg Skripočka, Roskosmos (CPK)
- Thomas Pesquet, ESA
- Sergej Prokopjev, Roskosmos (CPK)

### Přistání
- Sergej Volkov, Roskosmos, CPK
- Michail Kornijenko, Roskosmos, CPK
- Scott Kelly, NASA

## Sestavení posádky
V souvislosti s ročním letem Scotta Kellyho a Michaila Kornijenko v březnu 2015 – březnu 2016 se z tříčlenné posádky Sojuzu TMA-16M po obvyklém půlročním pobytu na Mezinárodní vesmírné stanici (ISS) vracel pouze Gennadij Padalka. Z posádky Sojuzu TMA-18M proto mohl zůstat na stanici ISS pouze jeden kosmonaut, zbylí dva se po týdnu vrátili s Padalkou. Pozici velitele, který zůstal na stanici, dostal roku 2013 Sergej Volkov. Pro krátkodobý let byl vybrán dánský astronaut Evropské kosmické agentury (ESA) Andreas Mogensen, ESA zveřejnila jeho jméno konce srpna 2013. Poslední místo si prostřednictvím agentury Space Adventures (zajišťující pro Roskosmos vyhledávání „kosmických turistů“) zakoupila anglická zpěvačka Sarah Brightmanová, která již roku 2012 podstoupila s kladným výsledkem lékařskou prohlídku ve Středisku přípravy kosmonautů v Hvězdném městečku. Náhradníkem Volkova byl v lednu 2014 určen Oleg Skripočka, náhradníkem Mogensena Thomas Pesquet. Formální status náhradníka Brightmanové a výcvik účastníka kosmického letu společně s Brightmanovou si zaplatil japonský podnikatel Satoši Takamacu.
V lednu 2015 Brightmanová a Takamacu zahájili výcvik ve Středisku přípravy kosmonautů v Hvězdném městečku. Koncem dubna 2015 však Brightmanová výcvik přerušila a v polovině května oznámila, že z rodinných důvodů nepoletí. Na uvolněné místo byl po dohodě ruské a kazašské vlády jmenován kosmonaut kazašské kosmické agentury Ajdyn Aimbetov, který se v letech 2003–2009 připravoval na let na ISS v rámci 17. návštěvní expedice. Místo jeho náhradníka zaujal ruský kosmonaut Sergej Prokopjev.

## Průběh letu
Sojuz TMA-18M úspěšně odstartoval z Bajkonuru 2. září 2015 ve 4:37 UTC. Ke stanici se připojil (ke stykovému uzlu modulu Poisk) po dvou dnech letu 4. září v 07:39 UTC.
Dne 2. března 2016 v 01:02 UTC se Sergej Volkov, Michail Kornijenko a Scott Kelly se Sojuzem TMA-18M odpojili od stanice ISS a téhož dne v 04:25:27 UTC přistáli v kazašské stepi 153 km jihovýchodně od Džezkazganu; let Sojuzu trval 181 dní, 23 hodin a 48 minut.